# ニコラス・メルカトル
ニコラス・メルカトル（Nicholas (Nikolaus) Mercator、1620年頃 - 1687年）は17世紀の数学者。
北ドイツのオイティンに生まれた。1642年から1648年までオランダで暮らし、1648年から1654年までコペンハーゲン大学で教え、その後パリで暮らし、1657年にサセックスで第10代ノーサンバランド伯アルジャーノン・パーシーの息子のジョスリン・パーシーの数学の家庭教師を務め、1658年から1682年までロンドンで数学を教えた。1666年に王立協会の会員になり、チャールズ2世のために航海用時計を設計し、ヴェルサイユ宮殿の噴水の設計と製作をおこなった。
もっとも知られているのは1668年の対数に関する著書『対数術』（羅: Logarithmo-technica）でGregory Saint-Vincentと独立に式：
{\displaystyle \ln(1+x)=x-{\frac {1}{2}}x^{2}+{\frac {1}{3}}x^{3}-{\frac {1}{4}}x^{4}+\cdots }
を導き、自然対数という用語を導いた。
音楽理論の分野でも53平均律の理論で知られる。